# Ginevra Francesconi
Ginevra Francesconi (Sora, 22 aprile 2003) è un'attrice e modella italiana.

## Biografia
Nata nel 2003 a Sora, in provincia di Frosinone, dalla madre Sonia Lupo e dal padre Fabrizio Francesconi, Ginevra è la sorella minore di Ludovica, anche lei dedita alla recitazione.
Dal 2008 al 2014 ha partecipato a sfilate di alta moda nella categoria KIDS. Nel 2014 ha recitato nel cortometraggio Non puoi nasconderti diretto da Andrea Olindo Bizzarri. Nel 2017 ha fatto la sua prima apparizione sul piccolo schermo con il ruolo di Ginevra in un episodio della quarta stagione della serie Che Dio ci aiuti, intitolato Una goccia nel mare. L'anno successivo, nel 2018, ha interpretato il ruolo di Francesca Tancredi in un episodio dell'undicesima stagione di Don Matteo, intitolato Ancora bambina.

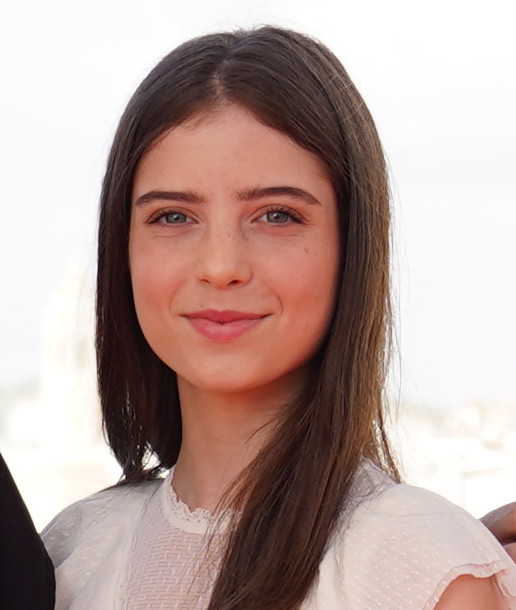
Ginevra Francesconi nel 2019 al Festival del cinema di Sitges

Nel 2019 ha interpretato il ruolo di Denise nel film The Nest (Il nido) diretto da Roberto De Feo. Nello stesso anno ha interpretato il ruolo di Azzurra nel film Famosa diretto da Alessandra Mortelliti. Nel 2019 e nel 2020 è stata scelta per interpretare il ruolo di Gloria nella seconda e nella terza stagione della serie Sara e Marti.
Nel 2020 ha interpretato il ruolo di Regina nel film Regina diretto da Alessandro Grande e dove ha recitato insieme all'attore Francesco Montanari. L'anno successivo, nel 2021, ha interpretato il ruolo di Simone nel film Genitori vs influencer diretto da Michela Andreozzi, dove ha recitato insieme agli attori Fabio Volo e Giulia De Lellis. Nel 2021 si è diplomata presso il liceo scientifico "Leonardo Da Vinci" della sua città natale.
Nel 2021 e nel 2023 ha fatto parte del cast della serie Buongiorno, mamma!, nel ruolo di Sole Borghi, dove ha recitato insieme agli attori Raoul Bova e Maria Chiara Giannetta. Nel 2022 ha recitato nel cortometraggio Mother diretto da Valentina De Amicis. Nello stesso anno ha interpretato il ruolo di Sofia Romeo nel film Il mio nome è vendetta diretto da Cosimo Gomez e dove ha recitato insieme all'attore Alessandro Gassman.
Nel 2023 ha ricoperto il ruolo di Camilla nel cortometraggio A voce nuda diretto da Mattia Lobosco, presentato nel settembre dello stesso anno all'ottantesima edizione della mostra del cinema di Venezia. Nello stesso anno ha ottenuto il ruolo di Alice Santamaria nella miniserie Un'estate fa, insieme agli attori Lino Guanciale, Claudia Pandolfi e Filippo Scotti. Nel 2024 ha ricoperto il ruolo di Aria nel film Un oggi alla volta diretto da Nicola Conversa, accanto all'attore Tommaso Cassissa. Nel 2025 ha interpretato il ruolo di Sofia nel film Una figlia diretto da Ivano De Matteo, insieme agli attori Stefano Accorsi e Michela Cescon e ha recitato nella serie Tutta scena.

## Vita privata
Dal 2023 ha una relazione con il comico, attore e youtuber Tommycassi.

## Filmografia

### Cinema
- The Nest (Il nido), regia di Roberto De Feo (2019)
- Famosa, regia di Alessandra Mortelliti (2019)
- Regina, regia di Alessandro Grande (2020)
- Genitori vs influencer, regia di Michela Andreozzi (2021)
- Il mio nome è vendetta, regia di Cosimo Gomez (2022)
- Un oggi alla volta, regia di Nicola Conversa (2024)
- Una figlia, regia di Ivano De Matteo (2025)

### Televisione
- Che Dio ci aiuti, regia di Francesco Vicario – serie TV, episodio Una goccia nel mare (2017)
- Don Matteo, regia di Francesco Ambrosiglio – serie TV, episodio Ancora bambina (2018)
- Sara e Marti – serie TV, 40 episodi (2019-2020)
- Buongiorno, mamma! – serie TV, 24 episodi (2021-2023)
- Un'estate fa, regia di Davide Marengo e Marta Savina – miniserie TV, 8 episodi (2023)
- Tutta scena, regia di Nicola Conversa – serie TV (2025)

### Cortometraggi
- Non puoi nasconderti, regia di Andrea Olindo Bizzarri (2014)
- Mother, regia di Valentina De Amicis (2022)
- A voce nuda, regia di Mattia Lobosco (2023)

## Teatro
- Un pianoforte e due scarpette (2012)
- Pseudolo (2013)
- Il Servitore di due padroni (2014)

## Riconoscimenti
- Festival del cinema di Spello
  - 2021 – Vincitrice come Giovane promessa del cinema[34]
- Nastro d'argento
  - 2021 – Vincitrice del Premio Graziella Bonacchi per i film Regina e Genitori vs influencer[53][54]
- RdC Awards
  - 2019 – Vincitrice come Attrice rivelazione[55]
- Sezze Film Festival
  - 2022 – Vincitrice come Miglior attrice protagonista[56][57]